# Herrlichkeit Mechelen

Wappen um 1581

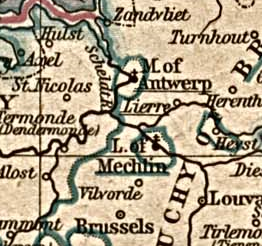
Karte des Gebiets von 1559–1608

Die Herrlichkeit Mechelen (auch Herrschaft Mechelen; niederländisch Heerlijkheid Mechelen) aus der Stadt Mechelen und ihrem Umland war ein Territorium auf dem Gebiet des heutigen Belgien. Sie wurde seit dem Spätmittelalter in Personalunion von den Herzögen von Burgund regiert und bildete eine der siebzehn niederländischen Provinzen der Burgundischen Niederlande. Nach dem Übergang in habsburgischen Besitz war sie Teil der spanischen und später österreichischen Niederlande bis zur Inbesitznahme durch Frankreich 1795.

## Geschichte
In Malinas (Mechelen) existierte um 870 eine Abtei. Karl der Einfältige schenkte den Ort 915 mit den umliegenden Grundherrschaften dem Hochstift Lüttich. Die Vogtei und eigentliche Herrschaft übte die Familie der Berthout aus. Diese verkauften die Herrschaftsrechte um 1331 an Flandern. Vorübergehend gehörte das Gebiet zum Herzogtum Brabant, ehe es wieder an Flandern und 1369 an Burgund fiel. Es bildete eine der siebzehn niederländischen Provinzen Burgunds. Nach dem Tod Karls des Kühnen fiel das Gebiet an die Habsburger. Kaiser Friedrich III. erhob das Gebiet 1490 zur Grafschaft, aber die Landesherren führten weiter den Titel Herr von Mechelen.
Die eigentliche Herrschaft wurde vom Magistrat der Stadt Mechelen ausgeübt, der dafür zu sorgen hatte, dass an den Landesherrn die diesem zustehenden Steuern gezahlt wurden. Das Gebiet zählte zum burgundischen Reichskreis. Es war Teil der spanischen und dann der österreichischen Niederlande.
Das Gebiet bestand aus der Stadt Mechelen, den von der Stadt regierten fünf größeren und sechs kleineren Dörfern sowie zwei Dörfern, die direkt dem Landesherrn unterstanden. Die Herrschaft war fast völlig von Brabanter Gebiet umgeben. Die Stadt Mechelen wurde unter Karl dem Kühnen zu einem Herrschaftszentrum. Dieselbe Funktion hatte sie zur Zeit der habsburgischen Statthalterin Margarethe von Österreich. Dort befand sich als oberster Gerichtshof der habsburgischen Niederlande der Große Rat von Mecheln. Im Jahr 1559 wurde in Mechelen ein Bistum gegründet. Die Stadt zählte im 18. Jahrhundert etwa 20.000 Einwohner.
Während der Brabanter Revolution 1790 bildete sich ein revolutionäres Provinzkomitee und die Herrlichkeit gehörte zu den Mitbegründern der Vereinigten belgischen Staaten. Im Jahr 1795 wurde das Gebiet auf der Grundlage des „Gesetzes über die Vereinigung Belgiens und des Lütticher Landes mit der Republik“ mit Frankreich vereinigt, was durch die Verträge von Campo Formio (1797) und Lunéville (1801) völkerrechtlich bestätigt wurde. Es gehörte zum Département Deux-Nèthes. Nach der militärischen Niederlage Napoleons kam es 1815 an das Vereinigte Königreich der Niederlande und 1830 an Belgien.